# Herms Niel
Herms Niel (właśc. Ferdinand Friedrich Hermann Nielebock; ur. 17 kwietnia 1888 w Nielebock k. Genthin; zm. 16 lipca 1954 w Lingen) – niemiecki kompozytor muzyki marszowej.

## Życiorys
W 1895 roku rodzina Nielebocków zamieszkała w gminie Altenplathow koło Genthin. Po ukończeniu szkoły w 1902 Hermes Niel pobierał nauki u miejskiego kapelmistrza w Genthin Adolfa Büchnera. W październiku 1906 roku wstąpił do 1. pułku gwardii w Poczdamie, gdzie grał jako oboista i puzonista. Podczas I wojny światowej był kierownikiem kapeli 423. pułku piechoty. Po zakończeniu wojny w 1918 roku  wystąpił z wojska i do 1927 pracował jako urzędnik skarbowy. Niel był współzałożycielem utworzonej w 1927 w Poczdamie orkiestry Ritterschaftsorchester, w której działał jako kompozytor i autor tekstów.
W czasie nazizmu był między innymi kapelmistrzem w organizacji Reichsarbeitsdienst (RAD) i kierował stacjonującą w Golm państwową orkiestrą wojskową. Podczas zjazdów partii NSDAP w Norymberdze Niel dyrygował wszystkimi występami orkiestry RAD. Tworzył we własnym studio muzycznym na Exerzierstraße w Berlinie. Zyskał popularność jako kompozytor szlagierów. Wiele jego marszowych piosenek cieszyło się dużym powodzeniem wśród żołnierzy Wehrmachtu.
W 1941 roku skomponował muzykę do Sieg Heil Viktoria dla Waffen-SS.
W okresie powojennym mieszkał w Lingen, gdzie zmarł w 1954 roku.

## Dzieła
- Adlerlied
- Annemarie
- Antje, mein blondes Kind
- Das Engellandlied (1939, Tekst: Hermann Löns)
- Die ganze Kompanie
- Es blitzen die stählernen Schwingen
- Erika (1930s[6])
- Es geht ums Vaterland
- Es ist so schön, Soldat zu sein, Rosemarie
- Edelweiß-Marsch
- Fallschirmjägerlied
- Fliegerkuss
- Kamerad, wir marschieren im Westen
- Gerda – Ursula - Marie
- Hannelore Marschlied
- Heut´ sind wir wieder unter uns
- Heut’ stechen wir ins blaue Meer
- Heute muß ich scheiden
- Im Osten pfeift der Wind
- In der Heimat steh’n auf Posten
- Jawoll, das stimmt, jawoll
- Liebling, wenn ich traurig bin…
- Marsch der Gebirgsjäger
- Matrosenlied
- Mein Bismarckland
- Rosalinde
- Ruck Zuck
- Stuka über Afrika
- Unsere Flagge
- Veronika-Marie
- Waltraut ist ein schönes Mädchen
- Wenn die Sonne scheint
- Panzerlied
- Kaarina